# Lory Money
Dara Dia, conocido por su nombre artístico Lory Money (Hann, 7 de agosto de 1979), es un costurero y músico senegalés nacionalizado español de rap y trap que se hizo popular a través de la plataforma web de vídeos Youtube.

## Biografía
Llegó a España en mayo de 2006 utilizando como transporte una patera, tras ocho días atravesando el Mediterráneo. Fue vendedor ambulante de top manta. En 2014 fue detenido y trasladado a un Centro de internamiento de extranjeros.
En 2016 escribió un libro de memorias titulado El youtuber que llegó en patera, por el cual recibió una felicitación por parte del entonces alcalde de Valencia, Joan Ribó. Ese mismo año lanzó al mercado junto a Cristian Ramírez y Carlos Verdejo una bebida energética a través de su empresa Suaj Unlimited.
En 2019 apareció en un episodio de la serie Paquita Salas.

### Carrera musical
El 19 de diciembre de 2011 publicó Santa Claus, su primer sencillo cuya temática es la crisis económica española. El videoclip fue grabado con un iPhone 4 y costó 10 euros producirlo.
En 2013 su tema «Ola K Ase» se convirtió en un fenómeno viral en España. KillChris es el rapero que le hace beats y se encarga de editar sus vídeos.
En 2018 fue parte del cartel del festival Sónar.
En 2022 parodió las sesiones de Bizarrap, y publicó su propia versión.

## Discografía

### Sencillos
- «Santa Claus»
- «Ola K Ase» (Universal)[12]
- «Ajoaceite» (Universal Spain)[14]
- «Relaxing cup of café con leche»[15]

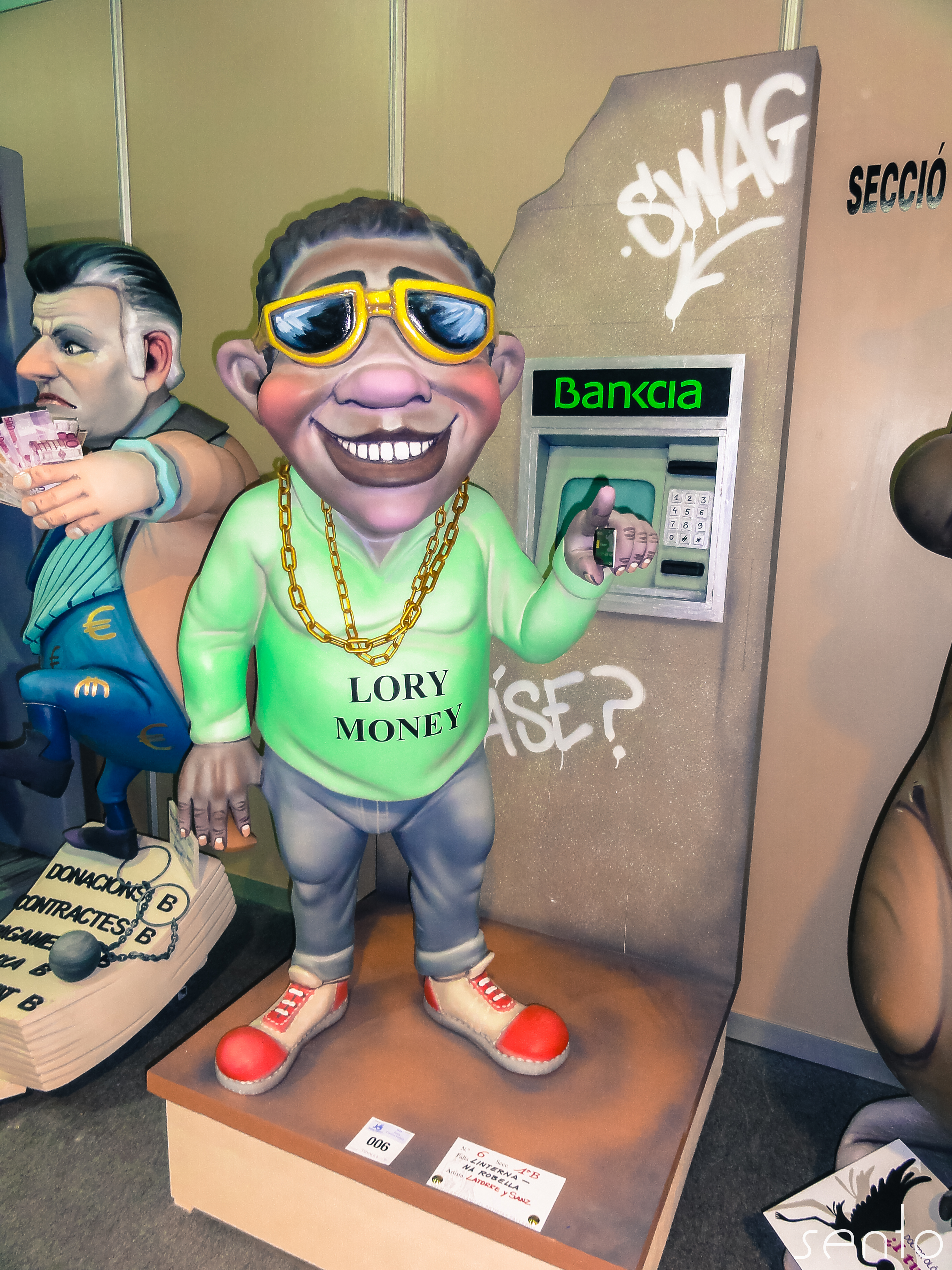
Muñeco fallero.

- «100 Montaditos Lory Money» (Universal Distribution junto a Universal Music y Universal Music Gmbh)[14]
- «Lory tiene flow»
- «El pequeño Nicolás»[16]
- «Yolo, Yeah, Men, Bich, Negga, Suaj, Flow, Suuu....»
- «Lory Puigdemoney - Independent»[17] (parodia de «Gucci Gang» de Lil Pump)[18]
- «Estate al Lory»
- «President»[19]
- «COVID-19»

## Filmografía

### Televisión
- Paquita Salas